# Kalinovik
Kalinovik je bosanskohercegovačka općina i gradić koji se nalazi 40 kilometara južno od Sarajeva, a graniči s općinama Foča, Foča-Ustikolina, Konjic, Nevesinje, Gacko, te Trnovo (RS) i Trnovo (FBiH).

## Zemljopis
Kalinovik se nalazi na prosječnoj nadmorskoj visini od 1.100 metara.

## Stanovništvo
Po posljednjem službenom popisu stanovništva iz 2013. godine općina Kalinovik imala je 2.022 stanovnika, raspoređenih u 73 naselja.Na ovom popisu vidljivi su rezultati zločina nad Muslimanima (u međuvremenu postali Bošnjacima) ovog kraja. 
| Stanovništvo općine Kalinovik |                |                |                |       |
| godina popisa                 | 1991.          | 1981.          | 1971.          | 1961. |
| Srbi                          | 2826 (60,55 %) | 3691 (55,94 %) | 5536 (58,53 %) | 4750  |
| Muslimani                     | 1716 (36,76 %) | 2681 (40,63 %) | 3796 (40,13 %) | 2384  |
| Hrvati                        | 17 (0,36 %)    | 29 (0,43 %)    | 44 (0,46 %)    | 67    |
| Jugoslaveni                   | 46 (0,98 %)    | 143 (2,16 %)   | 20 (0,21 %)    | 88    |
| ostali i nepoznato            | 62 (1,32 %)    | 53 (0,80 %)    | 62 (0,65 %)    | 30    |
| ukupno                        | 4667           | 6597           | 9458           | 7319  |

#### Kalinovik (naseljeno mjesto), nacionalni sastav
| Kalinovik          |                |               |               |       |
| godina popisa      | 1991.          | 1981.         | 1971.         | 1961. |
| Srbi               | 1061 (76,60 %) | 902 (75,41 %) | 670 (84,27 %) | 622   |
| Muslimani          | 244 (17,61 %)  | 200 (16,72 %) | 89 (11,19 %)  | 22    |
| Hrvati             | 4 (0,28 %)     | 9 (0,75 %)    | 6 (0,75 %)    | 17    |
| Jugoslaveni        | 30 (2,16 %)    | 50 (4,18 %)   | 12 (1,50 %)   | 29    |
| ostali i nepoznato | 46 (3,32 %)    | 35 (2,92 %)   | 18 (2,26 %)   | 13    |
| ukupno             | 1385           | 1196          | 795           | 703   |

## Naseljena mjesta
Bak, Bojići, Boljanovići, Borija, Božanovići, Bukvica, Cerova, Čestaljevo, Daganj, Dobro Polje, Dragomilići (dio), Dubrava, Golubići, Gradina, Graiseljići, Gvozno, Hotovlje (dio), Hreljići, Jablanići, Jažići, Jelašca, Jezero, Kalinovik, Klinja, Kolakovići, Kovačići, Krbljine, Kruščica, Kuta, Kutine, Ljusići (dio), Mekoča, Mjehovina, Mosorovići, Mušići, Nedavić, Obadi, Obalj, Obrnja, Osija, Plačikus, Pločnik, Popovići, Porija, Presjedovac, Rajac (dio), Rastovac, Ruđice, Sela, Sijerča, Sočani, Strane, Susječno, Šivolji, Tmuše, Tomišlja, Trešnjevica, Trnovica, Tuhobić, Ulog, Unukovići, Varizi, Varoš, Vihovići, Vlaholje, Vrhovina i Vujinovići.
Poslije potpisivanja Daytonskog sporazuma, veći dio općine Kalinovik ušao je u sastav Republike Srpske. U sastav Federacije Bosne i Hercegovine ušla su naseljena mjesta: Brda, Gapići, Luko, Ljuta, Polje i Zelomići, te dijelovi naseljenih mjesta: Hotovlje, Ljusići i Rajac. Ovo područje ušlo je u sastav Hercegovačko-Neretvanskog kantona. U sastav Bosansko-Podrinjskog kantona ušao je dio naseljenog mjesta Dragomilići.

## Povijest i gospodarstvo
Grad Kalinovik je na izvorištu Vrhovinske rijeke sagradio spremnik te odveo dio vode u Kalinovik.
Kalinovik je od aneksije Bosne i Hercegovine veliki vojni poligon i na izvjesnan način vojnički gradić, koji živi od svog garnizona. Jedno vrijeme oko 1960-ih bio je čak drugi po veličini u Europi sa svoja dva logora, u koji se moglo smjestiti i do 10 000 vojnika. Kako je vojska bila trajna činjenica u Kalinoviku još od kraja XIX st. to se je i gospodarstvo tog inače malog orijentalnog gradića na 1070 m nadmorske visine, prilagodilo potrebama tog velikog garnizona. 
1961. pripojena mu je općina Ulog. U bivšoj Jugoslaviji ova kalinovička je općina bila na glasu kao rekorder po iseljavanju stanovništva. I grad i općina bilježe veliku depopulaciju. Većinu sela na području ove općine čine tek rijetka staračka domaćinstva, čak dvadeset sela u potpunosti je opustjelo: Varoš, Ruđice, Osija, Vujinovići, Kolakovići, Variza, Klinja, Pločnik, Bok, Tuhobić, Mekoča, Tmuše, Sočani, Čestaljevo. Zatvoreno je desetak područnih škola. Tvornica ovdje više nema te se Kalinovičani kao glavnim bave stočarstvom i šumarstvom. Poduzeća su danas u stečaju: Zagorje, Tvornica trikotaže i Lelija, dok privatizirana drvna industrija u Jažićima se drži.
Od 1990-ih i raspada SFR Jugoslavije i njezine JNA vojni logor Kalinovik nije više u funkciji, a gospodarsvo Kalinovika nije pronašlo nikakvu adekvatnu zamjenu za to.
U Natovom bombardiranju 1995. godine oštećen je vodovod. Od nekada 16.000 danas danas nema niti 2.500 stanovnika. Poslije potpisivanja Daytonskog sporazuma, veći dio općine Kalinovik ušao je u sastav Republike Srpske. 
Vlada RS dodijelila je 2011. koncesiju za izgradnju HE Ulog vrijednu 65 milijuna eura, najvrijednji projekt u povijesti Kalinovika. HE će godišnje proizvoditi oko 80 gigavata struje.

## Poznate osobe
- Ratko Mladić, rođen je u selu Božanovići.

## Spomenici i znamenitosti
Iznad Kalinovika nalaze se ruševine austrougarske vojne utvrde izgrađene u XIX st. nakon aneksije Bosne i Hercegovine na brijegu koji dominira nad mjestom. Tvrđava je teško oštećena i paljena za Drugog svjetskog rata, kada je zadnji put korištena u vojne svrhe. Nakon rata tvrđava je potpuno napuštena, i prepuštena potpunoj propasti.

## Obrazovanje
U Kalinoviku postoji jedna osnovna i jedna srednja škola (gimnazija). Direktor osnovne škole je Mitar Sladoje, a gimnazije Gordan Zubac.

## Kultura
KUD "Zagorje" iz Kalinovika je na proteklom saboru narodnog stvaralaštva koje je održano u Tesliću 2006 godine u sveukupnom plasmanu osvojilo drugo mjesto i tako potvrdilo svoju visoku klasu.

## Šport
Nogometni klub FK Kalinovik iz Kalinovika je zbog financijskih poteškoća izbačen iz druge lige Republike Srpske pa je natjecanje nastavio u trećoj ligi, ali slabo financijsko stanje je uzrokovalo da i to natjecanje napuste. U tijeku je reorganizacija kluba pa će klub u narednom razdoblju početi ponovo djelovati.

## Vanjske poveznice
- Župa Uznesenja BDM, Nevesinje Stare fotografije Kalinovika